# أندرياس روشلاوب
أندرياس روشلاوب (21 أكتوبر 1768 - 7 يوليو 1835) كان طبيبًا ألمانيًا ولد في ليشتنفيلز، بافاريا.
درس الطب في جامعتي فورتسبورغ وبامبرغ، وحصل على الدكتوراه في المؤسسة الأخيرة في عام 1795. وفي عام 1798 أصبح أستاذًا لعلم الأمراض في بامبرغ، وفي عام 1802 انتقل إلى جامعة لاندشوت، حيث كان مديرًا للكلية الطبية. في عام 1826 انتقل إلى جامعة ميونيخ كأستاذ للطب. توفي في 7 يوليو 1835 أثناء رحلة ترفيهية إلى أولم.
يذكر روشلاوب لتطوير نظرية Erregbarkeitstheorie (نظرية الاستثارة)، والتي كانت بمثابة تعديل للبراونية، وهي نظرية تأملية في الطب صاغها في البداية الطبيب الاسكتلندي جون براون (1735-1788).
كان محررًا لمجلة Magazin zur Vervollkommnung der theoretischen und praktischen Heilkunde (مجلة إتقان الطب النظري والعملي)، ومؤلف كتاب مدرسي عن تصنيف الأمراض بعنوان كتاب علم الأنف.

## دوره في الطب الرومانسي الألماني
حتى وقت قريب، كان تاريخ الطب الألماني -وخاصة الطب الرومانسي- قد شوه سمعة مساهمات الطبيب أندرياس روشلاوب من بامبرج، ثم نسيها إلى حد كبير، وهي العملية التي وصفها أحد المراجعين بأنها مزيج غريب من الغموض والسمعة السيئة (نايجل ريفز) ومع ذلك، فإن المراجعة الرئيسية لمكانته في الطب الألماني والأوروبي، ولا سيما الطب الرومانسي وتقدم النظام البرونوني، التي أجراها ن. تسويوبولوس، توصلت إلى استنتاج مفاده أنه كان واحدًا من أفضل شخصيات معروفة ومثيرة للجدل ومؤثرة في عصره. وكانت كتاباته واسعة النطاق ومؤثرة فيما يتعلق بمشكلة إصلاح الطب ووضعه على أساس علمي سليم، وكانت هذه الكتابات هي التي شكلت الكثير من الجدل في ألمانيا في ذلك الوقت. قامت شخصيات مهمة في ذلك الوقت، مثل شيلينغ وهوفلاند، برحلات إلى بامبرغ لمقابلته والبحث عن آرائه. كما كتب أحد المؤرخين المعاصرين حتى المعلمين الحكوميين والشخصيات غير المهمة كتبوا كتبًا مدرسية تبدأ كل فقرة فيها تقريبًا ب: روشلاوب يعلّم.
من المحتمل أن يكون السبب الرئيسي لإهمال مكانة روشلاوب في التاريخ هو قبوله لأفكار الدكتور جون براون عندما كان طالبًا في الطب والترويج لها بحماس، بما في ذلك جعلها أساسًا لأطروحة الدكتوراه. ثم قام بعد ذلك بتطوير أفكار براون بعد التخرج، ما جعل ألمانيا المركز الرئيسي لتطبيق النظام البرونوني في الطب. كانت أفكار براون معروفة في ألمانيا بعد حوالي 10 سنوات من نشر كتاب Elementa Medicinae في عام 1780، عندما كتب الدكتور كريستوف جيرتانر، وهو طبيب معروف في غوتنغن، بحثًا في مجلة فرنسية عن البرونونية دون أن ينسب الأفكار إلى براون، ما أدى إلى خلق فضيحة بسيطة. بعد ذلك، أرسل أحد طلاب الطب في جامعة بامبرج نسخة من نص براون إلى البروفيسور آدم م. ويكارد (1742-1803)، الذي أعجب بما يكفي لترتيب أول طباعة ألمانية في عام 1794، ثم أعقب ذلك بنشر الكتاب. العام التالي لترجمته إلى الألمانية (يوهان براون Grundsätze der Arzneilehre aus dem Lateinischen übersetzt، فرانكفورت). ثم في عام 1796، تم توفير ترجمة ثانية لكريستوف بفاف.
قام روشلاوب بترجمته الخاصة، لكنه لم ينشرها حتى 1806-1807 (في ثلاثة مجلدات مثل John Brown's sämtliche Werke) مراعاةً لويكارد. في هذه الأثناء، عمل روشلاوب بشكل وثيق بعد تخرجه مع أدالبرت ماركوس، مدير المستشفى الشهير في بامبرج، للعمل على تنفيذ نظام برونونيا وكانا على استعداد لنشر النتائج في عام 1797. وكان العمل الرئيسي لروشلاوب هو التحقيقات في مسببات الأمراض أو مقدمة في الطب. في 3 مجلدات. فرانكفورت، 1798-1800. إن الأعمال والكتابات التي خرجت من عيادة بامبرغ جعلت من المدينة مركزًا فكريًا وطبيًا مشهورًا.